# Рамона Тринідад Іґлесіас-Хордан
Рамона Тринідад Іґлесіас-Хордан де Солер (ісп. Ramona Trinidad Iglesias-Jordan de Soler; 31 серпня 1889 року, Утуадо, Пуерто-Рико, Королівство Іспанія — 29 травня 2004 року, Ріо-П'єдрас, Пуерто-Рико, США — пуерториканська супердовгожителька. З 13 листопада 2003 року була найстарішою повністю верифікованою людиною в світі (після смерті Мітойо Кавате) до власної смерті. Була найстарішою повністю верифікованою людиною в історії Пуерто-Рико (114 років і 272 дні), поки її рекорд не перевершив Еміліано Меркадо дель Торо (115 років і 156 днів). Її вік було офіційно підтверджено в березні 2004 року. До того найстарішою повністю верифікованою нині живою людиною в світі визнавалася американка німецького походження Шарлотта Бенкнер, хоча вона і була молодшою за Іґлесіас-Хордан більш ніж на 3 місяці.

## Життєпис
Рамона Тринідад Іґлесіас-Хордан народилась 31 серпня 1889 року в Утуадо, Пуерто-Рико, Королівство Іспанія в родині Едуардо Іглесіаса-Ортіза та Луїзи Хордан-Корреа. В її свідоцтві про народження вказано, що вона народилася в 7.00 ранку 1 вересня 1889 року. Проте в свідоцтві про хрещення від квітня 1890 року (знайденому в 1992 році) вказано, що вона народилася 31 серпня 1889 року. Ця дата визнається офіційно. Вона була найстаршою серед 11 дітей в сім'ї. Одна з її сестер прожила 101 рік, а брат 100 років. На момент її смерті двоє з її сестер були живі у віці 94 і 89 років. Старша з них померла в 2016 році у віці 106 років.
Іґлесіас-Хордан навчалася в школі без американських вчителів (вони з'явилися в пуерториканських школах пізніше), де здобула початкову освіту, однак вільно володіла англійською мовою.
26 грудня 1912 року, у віці 23 років, одружилася з Альфонсо Алонсо-Солером. Пара брала участь в переписі населення 1920 року, коли Рамоні було 30 років і вони жили в Аресібо. Пізніше вони переїхали в Сантурсе, один з районів Сан-Хуана. Її чоловік помер в кінці 1970-х років. У них не було власних дітей, але вони всиновили племінника Рамони Роберто Торреса-Іглесіаса, якому було 85 років на момент її смерті.
Рамона Тринідад Іґлесіас-Хордан померла від пневмонії у віці 114 років і 272 днів, після недовгої госпіталізації в Ріо-П'єдрас, Пуерто-Рико.